# كارين والبيرغ
كارين والبيرغ (بالسويدية: Karin Wahlberg)‏ (و. 1950  م) هي كاتِبة، وطبيبة سويدية.